# Byggmästare

Byggmästare från 1536.

En byggmästare är en person som var ansvarig för uppförandet av byggnader, ofta som entreprenör. Benämningen härrör från skråtiden, det första kända byggmästarordningen i Sverige är känd från Stockholm år 1454. Det närbesläktade muramästarämbetet tillkom år 1487.
Sedan skråväsendet upphört år 1846 ansågs det viktigt att upprätthålla kompetenskravet hos byggmästarna varför fabriks- och hantverksförodningen stadgade att den som ville verka som byggmästare i städerna skulle uppvisa bevis om skicklighet i yrket. Från 1875 utfärdade Stockholms stads byggnadsnämnd sådana behörighetsförklaringar. behörigheten grundades på intyg om praktisk byggnadsverksamhet och betyg från fackskolor. Utanför städerna fanns inga sådana behörighetskrav.
Med Stadsstadgornas upphävande försvann dess krav på byggmästarna, och idag används byggmästare som beteckning för mindre lokala byggentreprenörer.